# Pierre Goujon (historien)
Pierre Goujon, né le 9 janvier 1934, est un professeur et un historien français, spécialiste de l'étude  des sociétés rurales du XIXe siècle.

## Biographie
Ancien élève de l'École normale supérieure de Saint-Cloud, agrégé d'histoire, Pierre Goujon, maître de conférences à l'Université Louis Lumière de Lyon, y a été membre de l'équipe « économies et sociétés rurales contemporaines » (Centre Pierre-Léon). Professeur émérite de l'IUFM (Institut universitaire de formation des maîtres) de l'académie de Lyon, il en a été directeur-adjoint de 1994 à 1996.
Ses recherches se sont portées principalement sur l'étude économique et sociale du sud de la Bourgogne au XIXe siècle. Après avoir présenté un diplôme d'études supérieures sur « le vignoble de Saône-et-Loire » de 1815 à 1870, il soutient en 1988 à l'Université de Lyon une thèse de doctorat d'État intitulée : « La cave et le grenier. Villageois des vignobles chalonnais et mâconnais (deuxième moitié du XIXe siècle) ». Cette monographie régionale, à volonté d'histoire totale, fait revivre un pays, une époque, mais étudie plus largement l'intégration d'une région dans le corps social français et dans la vie nationale, entre 1848 et 1914. Plusieurs parties de cette thèse ont été publiées les années suivant sa soutenance.
Pierre Goujon a dirigé l'édition d'un ouvrage de synthèse historique sur le département de Saône-et-Loire et a été l'un des animateurs de l'Institut de recherches du Val-de-Saône-Mâconnais.
Il participe par des notices sur les militants de Saône-et-Loire au Maitron.

## Publications

### Ouvrages
- Le vignoble de Saône-et-Loire au XIXe siècle, Centre d'histoire économique et sociale de la région lyonnaise, Lyon, 1973. 494 p.
- La cave et le grenier. Vignobles du Chalonnais et du Mâconnais au XIXe siècle, Presses universitaires de Lyon-Éditions du CNRS, 1989. 287 p.  (ISBN 2-7297-0357-8)
- Le vigneron citoyen. Mâconnais et Chalonnais (1848-1914), Comité des travaux historiques et scientifiques (CTHS), Paris, 1993. 325 p.  (ISBN 2-7355-0254-6)
- La création de l'IUFM de l'Académie de Lyon, Presses universitaires de Lyon, 2000. 240 p.

### Direction
- La Saône-et-Loire de la préhistoire à nos jours, Éditions Bordessoules, Saint-Jean-d'Angèly, 1992. 427 p.  (ISBN 2-903504-38-5)
- (avec Nicole Commerçon), Villes moyennes. Espaces société patrimoine, (Colloque de Mâcon), PUL, 1997
- Histoire de Mâcon, Privat, Toulouse, 2000. 344 p.  (ISBN 2-7089-8326-1)

### Articles
- Militants du mouvement ouvrier en Saône-et-Loire entre les deux guerres, p. 63-70, in Le Mouvement social, numéro 99, avril-juin 1977, Au pays des Schneider
- Espaces révolutionnaires, quelques réflexions sur les soulèvements paysans en Mâconnais de juillet 1789 à la résistance républicaine de cécembre 1851, p. 256-258, in La Révolution à Mâcon et dans la région, Académie de Mâcon, 1990
- La délinquance en Mâconnais au XIXe siècle, in La vie quotidienne à Mâcon au XIXe siècle, Académie du Morvan, 1994
- Les révélations du suffrage "universel" : comportements électoraux et politisation en Saône-et-Loire sous la Seconde République, in Cahiers d'histoire, 1998